# همه‌پرسی پیوستن نروژ به اتحادیه اروپا (۱۹۹۴)
دومین همه‌پرسی پیوستن نروژ به اتحادیه اروپا در ۲۷ام و ۲۸ام نوامبر ۱۹۹۴ برگزار گردید. در نتیجه آن ۵۲٫۲ درصد از مردم نروژ به پیوستن آن کشور به اتحادیه اروپا رأی مخالف دادند.
مردم نروژ پیش از آن در همه‌پرسی سال ۱۹۷۲ با پیوستن این کشور به اتحادیه اقتصادی اروپا رأی مخالف داده بودند.

## نتیجه‌ها

### بر پایه حوزه
| حوزه انتخابی   | تعداد   | رأی‌های باطله | رأی کل (%)   | موافق (%)    | مخالف (%)    |
| -------------- | ------- | ------------ | ------------ | ------------ | ------------ |
| اوستفولد       | ۱۸۵٬۴۴۱ | ۳۰۷          | ۱۶۳٬۳۳۸ (۸۸) | ۸۷٬۳۹۰ (۵۴)  | ۷۵٬۹۹۸ (۴۶)  |
| آکرشوس         | ۳۲۲٬۰۲۹ | ۴۴۳          | ۲۹۳٬۳۳۱ (۹۱) | ۱۸۷٬۱۲۶ (۶۴) | ۱۰۶٬۲۰۵ (۳۶) |
| اسلو           | ۳۶۰٬۳۴۰ | ۴۹۷          | ۳۱۷٬۵۸۵ (۸۸) | ۲۱۱٬۵۵۰ (۶۷) | ۱۰۶٬۰۳۵ (۳۳) |
| هدمارک         | ۱۴۶٬۴۶۸ | ۲۱۵          | ۱۲۹٬۶۷۴ (۸۹) | ۵۵٬۳۶۷ (۴۳)  | ۷۴٬۳۰۷ (۵۷)  |
| اوپلاند (نروژ) | ۱۴۲٬۹۱۱ | ۲۵۱          | ۱۲۶٬۲۴۵ (۸۸) | ۵۵٬۷۰۲ (۴۴)  | ۷۰٬۵۴۳ (۵۶)  |
| بوسکرود        | ۱۷۴٬۲۷۱ | ۲۴۰          | ۱۵۴٬۳۴۵ (۸۹) | ۸۸٬۲۸۱ (۵۷)  | ۶۶٬۰۶۴ (۴۳)  |
| وستفولد        | ۱۵۵٬۳۳۸ | ۱۲۳          | ۱۳۸٬۰۹۹ (۸۹) | ۷۸٬۶۹۸ (۵۷)  | ۵۹٬۴۰۱ (۴۳)  |
| تلمارک         | ۱۲۵٬۴۰۱ | ۱۰۶          | ۱۱۰٬۱۳۶ (۸۸) | ۴۶٬۴۷۸ (۴۲)  | ۶۳٬۶۵۸ (۵۸)  |
| اوست آدر       | ۷۳٬۸۴۱  | ۶۸           | ۶۴٬۹۲۷ (۸۸)  | ۲۸٬۸۰۵ (۴۴)  | ۳۶٬۱۲۲ (۵۶)  |
| وست آدر        | ۱۰۸٬۲۲۶ | ۵۸           | ۹۶٬۳۱۸ (۸۹)  | ۴۳٬۹۴۷ (۴۶)  | ۵۲٬۳۷۱ (۵۴)  |
| روگالاند       | ۲۵۱٬۷۹۰ | ۱۶۶          | ۲۲۷٬۴۸۵ (۹۰) | ۱۰۳٬۰۶۶ (۴۵) | ۱۲۴٬۴۱۹ (۵۵) |
| هوردالاند      | ۳۱۳٬۵۱۱ | ۲۴۴          | ۲۸۱٬۵۴۳ (۹۰) | ۱۲۲٬۹۴۲ (۴۴) | ۱۵۸٬۶۰۱ (۵۶) |
| سون اوگ فوردان | ۸۰٬۱۰۴  | ۵۲           | ۷۱٬۶۵۰ (۸۹)  | ۲۲٬۷۶۱ (۳۲)  | ۴۸٬۸۸۹ (۶۸)  |
| مور او رومسدال | ۱۸۰٬۴۲۶ | ۱۷۸          | ۱۶۰٬۷۱۳ (۸۹) | ۶۱٬۷۱۵ (۳۸)  | ۹۸٬۹۹۸ (۶۲)  |
| سور تروندلاگ   | ۱۹۴٬۸۶۹ | ۲۳۹          | ۱۷۱٬۰۰۷ (۸۸) | ۷۷٬۰۳۵ (۴۵)  | ۹۳٬۹۷۲ (۵۵)  |
| نورد تروندلاگ  | ۹۶٬۳۴۴  | ۵۰           | ۸۶٬۱۱۰ (۸۹)  | ۳۱٬۰۱۸ (۳۶)  | ۵۵٬۰۹۲ (۶۴)  |
| نوردلند        | ۱۸۳٬۷۰۳ | ۲۲۶          | ۱۶۲٬۴۷۴ (۸۸) | ۴۶٬۳۹۴ (۲۹)  | ۱۱۶٬۰۸۰ (۷۱) |
| ترومز          | ۱۱۳٬۸۴۰ | ۵۷           | ۱۰۱٬۴۲۸ (۸۹) | ۲۸٬۸۶۰ (۲۸)  | ۷۲٬۵۶۸ (۷۲)  |
| فینمارک        | ۵۷٬۲۱۱  | ۵۱           | ۵۰٬۳۴۲ (۸۸)  | ۱۲٬۸۶۲ (۲۶)  | ۳۷٬۴۸۰ (۷۴)  |